# Session Man
Session Man est un court métrage américain réalisé par Seth Winston et sorti en 1991.
Il a remporté  l'Oscar du meilleur court métrage en prises de vues réelles en 1992.

## Synopsis
Le film se déroule durant une nuit dans la vie du musicien de studio McQueen, à qui il est demandé de venir aider le groupe de rock Raging Kings à terminer une chanson. Le guitariste quitte le groupe et McQueen le remplace au pied levé.

## Fiche technique
- Réalisation : Seth Winston
- Scénario : Seth Winston
- Production :  Chanticleer Films
- Producteur : Robert N. Fried
- Musique : Don Davis
- Type: Dolby stéréo
- Image : Charlie Lieberman
- Montage : Debra Bard
- Durée : 31 minutes

## Distribution
- Robert Knepper : Torrey Cole
- Jeff Kober : Dean Storm
- James Remar : McQueen
- Henry G. Sanders : Louie
- Chad Smith : Spider Moore
- Michael Harris : Chris Manning
- Ricardo Aguilar : Parking Guard
- Erich Anderson : Peter Goffigon
- Teresa Crespo : Young woman
- Greg De Belles : Lee Fisher
- Michael Durrette : Leonard
- Bader Howar : Holly Mc Queen
- Lee Tergesen : Neal
- Elena Wohl : Darey Vance

## Distinctions
- Oscar du meilleur court métrage en prises de vues réelles en 1992